# Promachus giganteus
Promachus giganteus là một loài ruồi trong họ Asilidae. Promachus giganteus được Hine miêu tả năm 1911. Loài này phân bố ở vùng Tân Bắc giới.